# Fritz Kachler
Fritz Kachler était un  patineur artistique autrichien. Il a été sacré trois fois champion du monde en 1912, 1913 et 1923.

## Palmarès
| Compétition | 1909 | 1910 | 1911 | 1912 | 1913 | 1914 | 1915 | 1916 | 1917 | 1918 | 1919 | 1920 | 1921 | 1922 | 1923 | 1924 | 1925 |
| Jeux olympiques d'hiver |      |      |      | X    |      |      |      | JA   |      |      |      |      |      |      |      |      |      |
| Championnats du monde |      |      | 3e   | 1er  | 1er  | 2e   | CA   | CA   | CA   | CA   | CA   | CA   | CA   | 2e   | 1er  |      | 3e   |
| Championnats d’Europe |      |      |      |      |      | 1er  | CA   | CA   | CA   | CA   | CA   | CA   | CA   | 2e   |      | 1er  |      |
| Championnats d'Autriche | 2e   | 1er  | 1er  | 1er  |      |      | CA   | CA   | CA   | CA   | CA   |      |      |      |      |      | 1er  |
| Légende : X = Pas de patinage artistique aux Jeux olympiques d'été de 1912 ; JA = Jeux olympiques d'été annulés ; CA = Championnats annulés |      |      |      |      |      |      |      |      |      |      |      |      |      |      |      |      |      |